# Liga LEB Oro 2010-11
La Liga LEB Oro 2010/11, denominada también Adecco Oro por motivos de patrocinio es la decimoquinta edición de la máxima categoría de la Liga Española de Baloncesto.
En total se disputarán un total de 306 partidos de temporada regular (cada uno de los equipos inscritos 34) comenzando en octubre de 2010 y finalizando en abril de 2011.
El campeón de la temporada regular obtiene plaza para disputar la temporada 2011/12 en la liga ACB. Los clubes clasificados entre el segundo y el noveno puesto disputan un play-off cuyo vencedor también obtiene pasaporte para la siguiente liga ACB.
Los equipos clasificados en las posiciones 16 y 17 disputan un play-out cuyo perdedor desciende a la liga LEB Plata acompañando al equipo que termine en la posición 18.

## Participantes
CB Murcia y Xacobeo Blu:sens descendieron directamente de la Liga ACB al finalizar en los dos últimos lugares y sustituyeron al CAI Zaragoza y ViveMenorca que ascendieron.
Ciudad de Vigo Básquet descendió tras terminar en el lugar 18. Lo acompañó el CB Cornellà al perder el play-out con el CB Tarragona 2017. Fundación Adepal Alcázar como campeón de la LEB Plata y Lobe Huesca campeón de la eliminatoria, fueron los sustitutos.
Tenerife Baloncesto renunció a la competición por la fusión con el CB 1939 Canarias. Bàsquet Mallorca jugará en la LEB Plata debidó a un retraso en la entrega de la documentación. Estos equipos fueron sustituidos por el CE Lérida Bàsquet y Grupo Iruña Navarra.

### Información de los equipos
| Equipo                    | Ciudad                     | Pabellón                                     | Capacidad | Fundación | Entrenador                   |
| ------------------------- | -------------------------- | -------------------------------------------- | --------- | --------- | ---------------------------- |
| UB La Palma               | Santa Cruz de La Palma     | Pabellón Multiusos de Santa Cruz de la Palma | 4,500     | 1978      | Carlos Frade                 |
| CB Murcia                 | Murcia                     | Palacio de Deportes de Murcia                | 7,454     | 1985      | Luis Guil                    |
| Aguas de Sousas Ourense   | Orense                     | Pazo dos Deportes Paco Paz                   | 5,100     | 1979      | Paco García                  |
| Leche Río Breogán         | Lugo                       | Pazo Provincial Dos Deportes                 | 6,500     | 1966      | Rubén Domínguez              |
| Girona FC                 | Gerona                     | Palau Girona-Fontajau                        | 5,500     | 1962      | Ricard Casas                 |
| Isla de Tenerife Canarias | San Cristóbal de La Laguna | Pabellón Insular Santiago Martín             | 5,100     | 1991      | Alejandro Martínez Plasencia |
| Obradoiro CAB             | Santiago de Compostela     | Pabellón Multiusos Fontes Do Sar             | 5,206     | 1970      | Moncho Fernández             |
| Cáceres 2016              | Cáceres                    | Pabellón Multiusos Ciudad de Cáceres         | 6,500     | 2007      | Gustavo Aranzana             |
| Fundación Adepal Alcázar  | Alcázar de San Juan        | Pabellón Antonio Díaz Miguel                 | 2,000     | 2006      | Javier Juárez                |
| CB Tarragona 2017         | Tarragona                  | Pavelló El Serrallo                          | 1,800     | 1978      | Berni Álvarez                |
| Baloncesto León           | León                       | Palacio de los Deportes de León              | 5,300     | 1981      | Javier de Grado              |
| Ford Burgos               | Burgos                     | Polideportivo Municipal El Plantío           | 2,432     | 1997      | Andreu Casadevall            |
| Palencia Baloncesto       | Palencia                   | Pabellón Marta Domínguez                     | 3,500     | 1979      | Natxo Lezkano                |
| Melilla Baloncesto        | Melilla                    | Pabellón Javier Imbroda Ortiz                | 3,800     | 1991      | Gonzalo García               |
| Lobe Huesca               | Huesca                     | Palacio Municipal de Huesca                  | 5,018     | 1977      | Ángel Navarro Hernández      |
| Grupo Iruña Navarra       | Pamplona                   | Polideportivo Anaitasuna                     | 3,000     | 2006      | Ángel Jareño                 |
| Clínicas Rincón           | Rincón de la Victoria      | Torre de Benagalbón                          | 1,500     | 1988      | Paco Aurioles                |
| CE Lleida Bàsquet         | Lérida                     | Pavelló Barris Nord                          | 6,100     | 1997      | Josep Maria Raventós         |

### Equipos por comunidades autónomas
| Comunidad autónoma | N.º | Equipos                                                            |
| ------------------ | --- | ------------------------------------------------------------------ |
| Cataluña           | 3   | Lleida Bàsquet, Girona y Tarragona 2017                            |
| Castilla y León    | 3   | Ford Burgos, Palencia Baloncesto y Baloncesto León.                |
| Galicia            | 3   | CB Breogán, Blu:sens Monbus Obradoiro CAB y Aguas da Souza Ourense |
| Canarias           | 2   | Isla de Tenerife Canarias y UB La Palma                            |
| Andalucía          | 1   | Clínicas Rincón                                                    |
| Navarra            | 1   | Grupo Iruña                                                        |
| Melilla            | 1   | Club Melilla Baloncesto                                            |
| Región de Murcia   | 1   | UCAM Murcia                                                        |
| Extremadura        | 1   | Cáceres Creativa                                                   |
| Aragón             | 1   | Lobe Huesca                                                        |
| Castilla-La Mancha | 1   | F.Adepal Alcázar                                                   |

### Composición de la plantilla
Todas las plantillas estarán conformadas por:
- Un mínimo obligatorio de 6 jugadores elegibles para participar con la Selección de baloncesto de España.
- Un máximo no obligatorio de 2 jugadores de cualquier nacionalidad.
- Un máximo no obligatorio de 3 jugadores comunitarios (1 de ellos podrá ser de una nacionalidad de un país firmante del Acuerdo de Cotonú)

## Temporada regular

### Clasificación
| Pos | Equipos                   | PJ | PG | PP | PF   | PC   | Ptos |                              |
| --- | ------------------------- | -- | -- | -- | ---- | ---- | ---- | ---------------------------- |
| 1   | CB Murcia                 | 34 | 30 | 4  | 2824 | 2441 | 64   | Ascenso directo a la ACB     |
| 2   | Blu:sens Monbús           | 34 | 28 | 6  | 2611 | 2210 | 62   | Playoffs de ascenso          |
| 3   | Ford Burgos               | 34 | 26 | 8  | 2610 | 2374 | 60   | Playoffs de ascenso          |
| 4   | Girona FC                 | 34 | 20 | 14 | 2656 | 2537 | 54   | Playoffs de ascenso          |
| 5   | Baloncesto León           | 34 | 20 | 14 | 2596 | 2580 | 54   | Playoffs de ascenso          |
| 6   | Leche Río Breogán         | 34 | 18 | 16 | 2541 | 2456 | 52   | Playoffs de ascenso          |
| 7   | Isla de Tenerife Canarias | 34 | 18 | 16 | 2759 | 2743 | 52   | Playoffs de ascenso          |
| 8   | Grupo Iruña Navarra       | 34 | 18 | 16 | 2447 | 2442 | 52   | Playoffs de ascenso          |
| 9   | Cáceres Creativa          | 34 | 18 | 16 | 2574 | 2643 | 52   | Playoffs de ascenso          |
| 10  | UB La Palma1              | 34 | 16 | 18 | 2660 | 2626 | 49   |                              |
| 11  | Melilla Baloncesto        | 34 | 14 | 20 | 2463 | 2579 | 48   |                              |
| 12  | CE Lleida Bàsquet         | 34 | 13 | 21 | 2505 | 2712 | 47   |                              |
| 13  | Tarragona 2017            | 34 | 12 | 22 | 2582 | 2738 | 46   |                              |
| 14  | Clínicas Rincón           | 34 | 12 | 22 | 2471 | 2577 | 46   |                              |
| 15  | Lobe Huesca               | 34 | 12 | 22 | 2800 | 2951 | 46   |                              |
| 16  | Palencia Baloncesto       | 34 | 12 | 22 | 2461 | 2575 | 46   | Playoffs de descenso         |
| 17  | Fundación Adepal Alcázar  | 34 | 10 | 24 | 2326 | 2589 | 44   | Playoffs de descenso         |
| 18  | Aguas de Sousas Ourense   | 34 | 9  | 25 | 2465 | 2578 | 43   | Descenso directo a LEB Plata |

1El UB La Palma fue sancionado con un punto de penalización por alineación indebida del jugador Dinma Odiakosa en la jornada 1. 

### Clasificación jornada a jornada
| Equipo\Jornada            | 01  | 02 | 03 | 04 | 05 | 06 | 07 | 08 | 09 | 10 | 11 | 12 | 13 | 14 | 15 | 16 | 17 | 18 | 19 | 20 | 21 | 22 | 23 | 24 | 25 | 26 | 27 | 28 | 29 | 30 | 31 | 32 | 33 | 34 |
| ------------------------- | --- | -- | -- | -- | -- | -- | -- | -- | -- | -- | -- | -- | -- | -- | -- | -- | -- | -- | -- | -- | -- | -- | -- | -- | -- | -- | -- | -- | -- | -- | -- | -- | -- | -- |
| CB Murcia                 | 13  | 7  | 6  | 3  | 3  | 6  | 6  | 3  | 2  | 2  | 2  | 2  | 2  | 2  | 2  | 2  | 2  | 2  | 2  | 2  | 2  | 2  | 2  | 1  | 1  | 1  | 1  | 1  | 2  | 2  | 2  | 1  | 1  | 1  |
| Blu:sens Monbús           | 1   | 1  | 1  | 1  | 1  | 1  | 1  | 1  | 1  | 1  | 1  | 1  | 1  | 1  | 1  | 1  | 1  | 1  | 1  | 1  | 1  | 1  | 1  | 2  | 2  | 2  | 2  | 2  | 1  | 1  | 1  | 2  | 2  | 2  |
| Ford Burgos               | 4   | 6  | 4  | 8  | 6  | 5  | 5  | 4  | 6  | 6  | 5  | 4  | 3  | 4  | 3  | 3  | 3  | 4  | 3  | 3  | 3  | 3  | 3  | 3  | 3  | 3  | 3  | 3  | 3  | 3  | 3  | 3  | 3  | 3  |
| Girona FC                 | 17  | 12 | 13 | 14 | 9  | 11 | 9  | 7  | 9  | 7  | 9  | 9  | 9  | 7  | 8  | 10 | 8  | 10 | 8  | 10 | 10 | 8  | 6  | 9  | 6  | 9  | 7  | 8  | 7  | 7  | 5  | 5  | 4  | 4  |
| Baloncesto León           | 3   | 2  | 2  | 2  | 2  | 2  | 2  | 2  | 3  | 3  | 3  | 3  | 4  | 3  | 4  | 4  | 4  | 5  | 4  | 4  | 4  | 5  | 5  | 5  | 5  | 5  | 4  | 4  | 4  | 4  | 4  | 4  | 5  | 5  |
| Leche Río Breogán         | 6   | 9  | 5  | 10 | 11 | 13 | 13 | 15 | 15 | 15 | 15 | 15 | 15 | 13 | 12 | 12 | 12 | 11 | 13 | 11 | 12 | 11 | 11 | 11 | 11 | 11 | 11 | 10 | 10 | 9  | 9  | 7  | 7  | 6  |
| Isla de Tenerife Canarias | 15  | 11 | 14 | 11 | 12 | 10 | 11 | 14 | 14 | 14 | 14 | 14 | 11 | 8  | 7  | 7  | 7  | 7  | 6  | 6  | 6  | 6  | 8  | 7  | 7  | 6  | 8  | 6  | 5  | 6  | 6  | 6  | 6  | 7  |
| Grupo Iruña Navarra       | 5   | 5  | 9  | 5  | 8  | 8  | 10 | 8  | 7  | 8  | 7  | 6  | 6  | 5  | 6  | 6  | 6  | 6  | 7  | 7  | 9  | 10 | 10 | 10 | 10 | 8  | 6  | 7  | 8  | 8  | 7  | 8  | 8  | 8  |
| Cáceres Creativa          | 2   | 3  | 3  | 6  | 4  | 3  | 3  | 5  | 4  | 4  | 4  | 5  | 5  | 6  | 5  | 5  | 5  | 3  | 5  | 5  | 5  | 4  | 4  | 4  | 4  | 4  | 5  | 5  | 6  | 5  | 8  | 9  | 9  | 9  |
| UB La Palma               | 18* | 13 | 10 | 7  | 5  | 4  | 4  | 6  | 5  | 5  | 6  | 7  | 8  | 10 | 11 | 9  | 11 | 14 | 12 | 13 | 11 | 13 | 13 | 12 | 13 | 13 | 14 | 13 | 12 | 12 | 12 | 11 | 10 | 10 |
| Melilla Baloncesto        | 9   | 8  | 8  | 4  | 7  | 9  | 8  | 10 | 8  | 9  | 8  | 8  | 7  | 9  | 10 | 8  | 10 | 8  | 10 | 9  | 8  | 9  | 7  | 6  | 8  | 7  | 9  | 9  | 9  | 10 | 10 | 10 | 11 | 11 |
| CE Lleida Bàsquet         | 16  | 18 | 12 | 15 | 13 | 7  | 7  | 9  | 10 | 10 | 12 | 11 | 12 | 11 | 9  | 11 | 9  | 9  | 9  | 8  | 7  | 7  | 9  | 8  | 9  | 10 | 10 | 11 | 11 | 11 | 11 | 12 | 12 | 12 |
| Tarragona 2017            | 12  | 14 | 17 | 17 | 17 | 15 | 18 | 18 | 18 | 18 | 16 | 17 | 17 | 17 | 15 | 16 | 15 | 15 | 15 | 15 | 15 | 16 | 15 | 16 | 14 | 15 | 12 | 12 | 13 | 13 | 13 | 13 | 13 | 13 |
| Clínicas Rincón           | 8   | 4  | 7  | 9  | 10 | 12 | 12 | 11 | 11 | 12 | 13 | 10 | 13 | 14 | 14 | 13 | 13 | 12 | 11 | 12 | 13 | 12 | 12 | 13 | 12 | 12 | 13 | 14 | 15 | 14 | 14 | 14 | 14 | 14 |
| Lobe Huesca               | 14  | 17 | 18 | 18 | 18 | 18 | 14 | 12 | 12 | 11 | 10 | 12 | 14 | 15 | 16 | 17 | 17 | 16 | 16 | 16 | 16 | 17 | 16 | 17 | 17 | 17 | 15 | 15 | 14 | 15 | 15 | 15 | 15 | 15 |
| Palencia Baloncesto       | 10  | 16 | 16 | 16 | 15 | 17 | 17 | 17 | 16 | 17 | 18 | 16 | 16 | 16 | 17 | 15 | 16 | 17 | 17 | 17 | 17 | 14 | 14 | 14 | 15 | 14 | 17 | 16 | 16 | 16 | 16 | 16 | 16 | 16 |
| Fundación Adepal          | 7   | 10 | 11 | 12 | 14 | 14 | 15 | 13 | 13 | 13 | 11 | 13 | 10 | 12 | 13 | 14 | 14 | 13 | 14 | 14 | 14 | 15 | 17 | 15 | 16 | 16 | 16 | 17 | 17 | 17 | 17 | 17 | 17 | 17 |
| Aguas de Sousas Ourense   | 11  | 15 | 15 | 13 | 16 | 16 | 16 | 16 | 17 | 16 | 17 | 18 | 18 | 18 | 18 | 18 | 18 | 18 | 18 | 18 | 18 | 18 | 18 | 18 | 18 | 18 | 18 | 18 | 18 | 18 | 18 | 18 | 18 | 18 |

## Copa Príncipe
Después de la primera mitad de la liga, los dos primeros equipos en la clasificación juegan la Copa Príncipe en casa del primer clasificado. El campeón de esta copa jugará el play off como primer clasificado siempre y cuando termine clasificado entre el segundo y quinto puesto. La Copa Príncipe se disputó el 29 de enero de 2011.

### Equipos clasificados
| Equipo          | Posición | Fecha de clasificación  | Participación |
| --------------- | -------- | ----------------------- | ------------- |
| Blu:sens Monbús | 1        | 22 de diciembre de 2010 | Primera       |
| CB Murcia       | 2        | 29 de diciembre de 2010 | Tercera       |

### Final
| 30 Jan 2011                                              | Blu:sens Monbús | 81–78                                   | CB Murcia | |  |  |
| 19:00 CET                                                | Parciales: 27-27, 16-19, 18-16, 20-16                                                                              | Parciales: 27-27, 16-19, 18-16, 20-16   | Parciales: 27-27, 16-19, 18-16, 20-16                                                                                                | |  |  |
|                                                          | Estadísticas Alberto Corbacho, 21 Miquel Feliu and Michael Ruffin, 5 Andrés Rodríguez, 5 Eff: Alberto Corbacho, 21 | Crónica Estadísticas Pts Reb Asts Otros | Estadísticas Vitor Faverani, 13 Juan Ignacio Jasen, 5 Roberto Morentin y Pedro Rivero, 4 Eff: Taylor Coppenrath y Vitor Faverani, 12 | Pabellón: Fontes do Sar, Santiago de Compostela Asistencia: 5,100 espectadores Árbitros: Morales, Carpallo, Bravo |  |  |
| Blu:sens Monbús, campeón de la Copa Príncipe de Asturias | |                                         | | |  |  |
|                                                          | |                                         | | |  |  |

## Postemporada

### Play-off
Los equipos clasificados del segundo al noveno juegan el play off de ascenso. Si el ganador de la Copa Príncipe de Asturias está clasificado entre el segundo y quinto puesto, se unirá al play off como segundo clasificado. El formato será al mejor de cinco encuentros, teniendo el factor cancha el mejor clasificado.
|  | Cuartos | Cuartos                   | Cuartos |                   |   | Semifinales     | Semifinales | Semifinales |  |   | Final           | Final | Final |  |
|  |         |                           |         |                   |   |                 |             |             |  |   |                 |       |       |  |
|  |         |                           |         |                   |   |                 |             |             |  |   |                 |       |       |  |
|  | 2       | Blu:sens Monbus           | 3       |                   |   |                 |             |             |  |   |                 |       |       |  |
|  | 2       | Blu:sens Monbus           | 3       |                   |   |                 |             |             |  |   |                 |       |       |  |
|  | 9       | Cáceres Creativa          | 1       |                   |   |                 |             |             |  |   |                 |       |       |  |
|  | 9       | Cáceres Creativa          | 1       |                   | 2 | Blu:sens Monbus | 3           |             |  |   |                 |       |       |  |
|  |         |                           |         |                   | 2 | Blu:sens Monbus | 3           |             |  |   |                 |       |       |  |
|  |         |                           | 6       | Leche Río Breogán | 0 |                 |             |             |  |   |                 |       |       |  |
|  | 5       | Baloncesto León           | 6       | Leche Río Breogán | 0 | 1               |             |             |  |   |                 |       |       |  |
|  | 5       | Baloncesto León           |         |                   |   |                 |             |             |  |   |                 |       |       |  |
|  | 6       | Leche Río Breogán         | 3       |                   |   |                 |             |             |  |   |                 |       |       |  |
|  | 6       | Leche Río Breogán         | 3       |                   |   |                 |             |             |  | 2 | Blu:sens Monbus | 3     |       |  |
|  |         |                           |         |                   |   |                 |             |             |  | 2 | Blu:sens Monbus | 3     |       |  |
|  |         |                           | 3       | Ford Burgos       | 1 |                 |             |             |  |   |                 |       |       |  |
|  | 3       | Ford Burgos               | 3       | Ford Burgos       | 1 | 3               |             |             |  |   |                 |       |       |  |
|  | 3       | Ford Burgos               |         |                   |   |                 |             |             |  |   |                 |       |       |  |
|  | 8       | Grupo Iruña Navarra       | 1       |                   |   |                 |             |             |  |   |                 |       |       |  |
|  | 8       | Grupo Iruña Navarra       | 1       |                   | 3 | Ford Burgos     | 3           |             |  |   |                 |       |       |  |
|  |         |                           |         |                   | 3 | Ford Burgos     | 3           |             |  |   |                 |       |       |  |
|  |         |                           | 4       | Girona FC         | 0 |                 |             |             |  |   |                 |       |       |  |
|  | 4       | Girona FC                 | 4       | Girona FC         | 0 | 3               |             |             |  |   |                 |       |       |  |
|  | 4       | Girona FC                 |         |                   |   |                 |             |             |  |   |                 |       |       |  |
|  | 7       | Isla de Tenerife Canarias | 2       |                   |   |                 |             |             |  |   |                 |       |       |  |
|  | 7       | Isla de Tenerife Canarias | 2       |                   |   |                 |             |             |  |   |                 |       |       |  |
|  |         |                           |         |                   |   |                 |             |             |  |   |                 |       |       |  |

### Play-out
Los equipos en las posiciones 16 y 17 jugarán un play-out. El perdedor de la serie al mejor de cinco encuentros, descenderá a la Liga LEB Plata.
|  | 16 | Palencia Baloncesto      | 3 |  |
|  | 16 | Palencia Baloncesto      | 3 |  |
|  | 17 | Fundación Adepal Alcázar | 0 |  |
|  | 17 | Fundación Adepal Alcázar | 0 |  |

## Líderes individuales
Actualizado al 15 de abril de 2011, tras 34 jornadas

### Puntos
| Pos | Nombre           | Equipo                    | Partidos | Puntos | PPP  |
| --- | ---------------- | ------------------------- | -------- | ------ | ---- |
| 1   | Ricardo Guillén  | Isla de Tenerife Canarias | 27       | 516    | 19.1 |
| 2   | Juan Palacios    | UB La Palma               | 29       | 490    | 16.9 |
| 3   | Alhaji Mohamned  | CE Lleida Bàsquet         | 33       | 535    | 16.2 |
| 4   | Jason Detrick    | Club Melilla Baloncesto   | 33       | 518    | 15.7 |
| 5   | Kahiem Seawright | Baloncesto León           | 34       | 528    | 15.5 |

### Rebotes

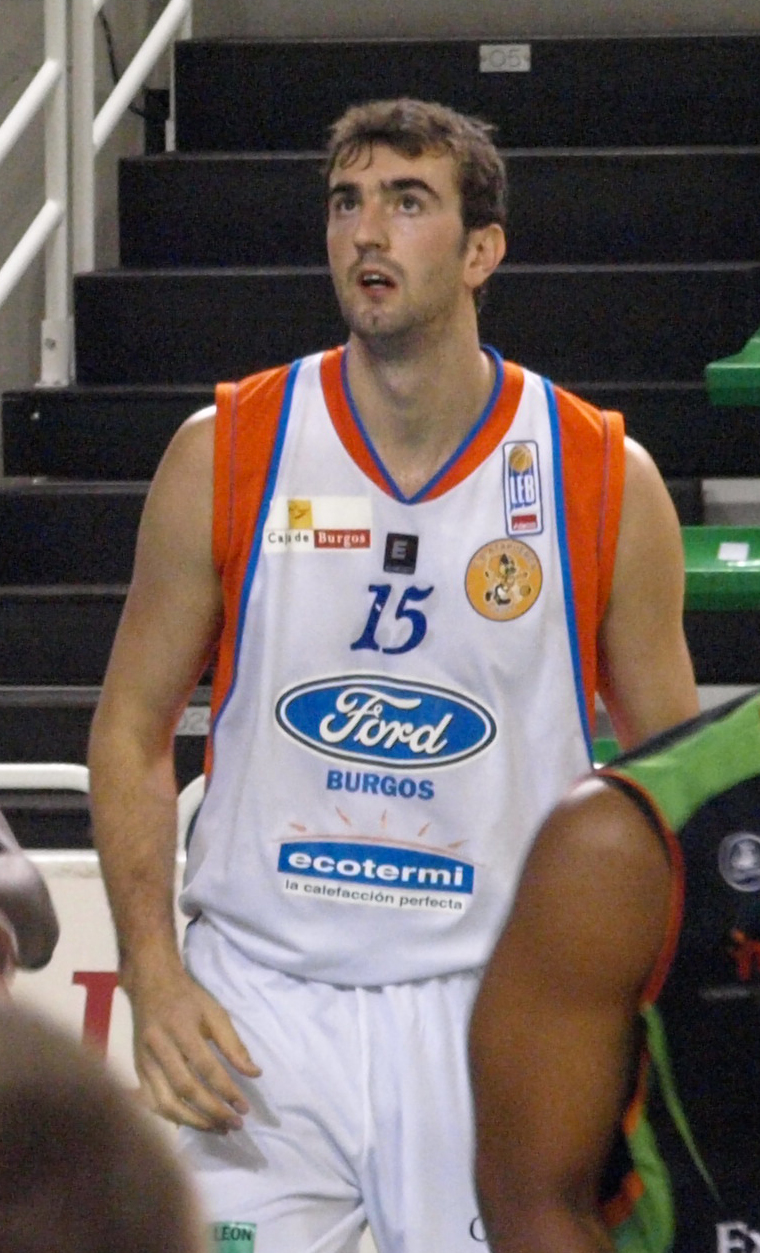
El bosnio Nedžad Sinanović, del Clínicas Rincón Axarquía, fue el tercer máximo reboteador de la temporada regular con 8 rechaces capturados por partido

| Pos | Nombre           | Equipo                    | Partidos | Rebotes | RPP |
| --- | ---------------- | ------------------------- | -------- | ------- | --- |
| 1   | Curtis Dwyane    | CE Lleida Bàsquet         | 34       | 314     | 9.2 |
| 2   | Kiril Wachsmann  | Fundación Adepal Alcázar  | 31       | 286     | 9.2 |
| 3   | Nedžad Sinanović | Clínicas Rincón           | 23       | 184     | 8.0 |
| 4   | Kahiem Seawright | Baloncesto León           | 34       | 261     | 7.7 |
| 5   | Ricardo Guillén  | Isla de Tenerife Canarias | 27       | 197     | 7.3 |

### Asistencias
| Pos | Nombre               | Equipo                    | Partidos | Asistencias | APP |
| --- | -------------------- | ------------------------- | -------- | ----------- | --- |
| 1   | Juan Alberto Aguilar | Tarragona 2017            | 34       | 155         | 4.6 |
| 2   | Andrés Rodríguez     | Blu:sens Monbus           | 32       | 137         | 4.3 |
| 3   | Albert Sabat         | Isla de Tenerife Canarias | 34       | 143         | 4.2 |
| 4   | Jorge Jiménez        | Club Melilla Baloncesto   | 33       | 115         | 3.5 |
| 5   | Juanjo Bernabé       | Baloncesto León           | 31       | 104         | 3.4 |

### Valoración

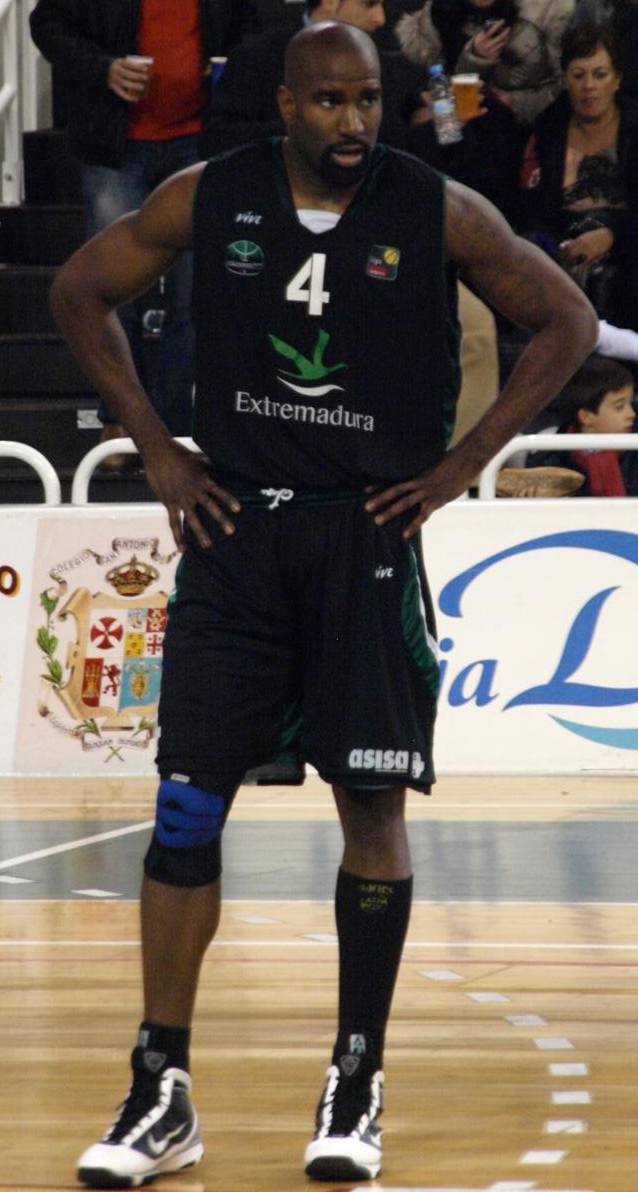
Ryan Humphrey, del Cáceres Creativa, uno de los jugadores más valorados de la liga regular

| Pos | Nombre           | Equipo                    | Partidos | Valoración | VPP  |
| --- | ---------------- | ------------------------- | -------- | ---------- | ---- |
| 1   | Ricardo Guillén  | Isla de Tenerife Canarias | 27       | 651        | 24.1 |
| 2   | Kahiem Seawright | Baloncesto León           | 34       | 637        | 18.7 |
| 3   | Juan Palacios    | UB La Palma               | 29       | 542        | 18.7 |
| 4   | Ryan Humphrey    | Cáceres 2016              | 28       | 493        | 17.6 |
| 5   | David Navarro    | Girona FC                 | 21       | 369        | 17.6 |

### MVP de la semana

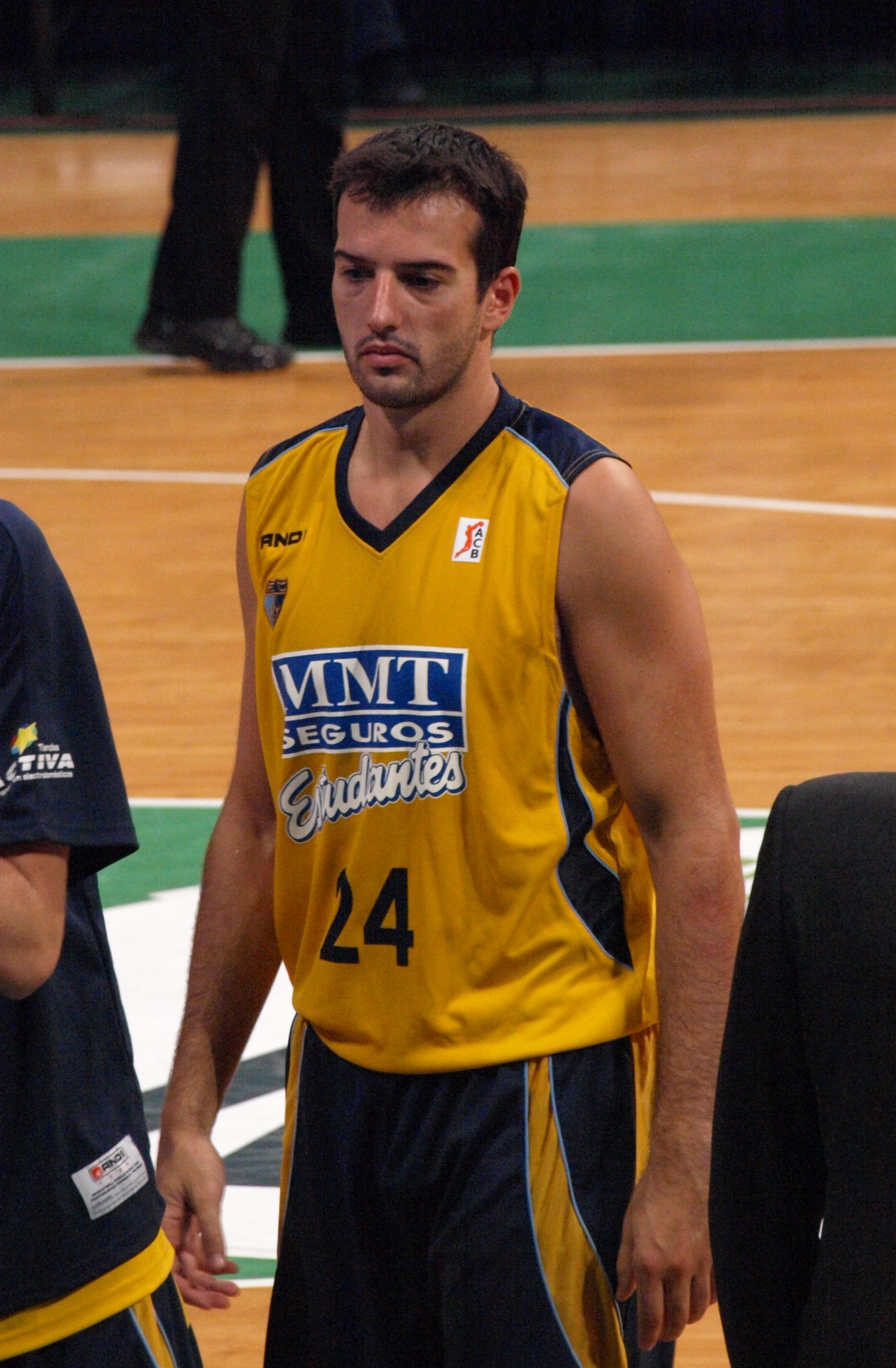
Oriol Junyent, del Blu:sens Monbús, fue designado MVP de las jornadas 4 y 28

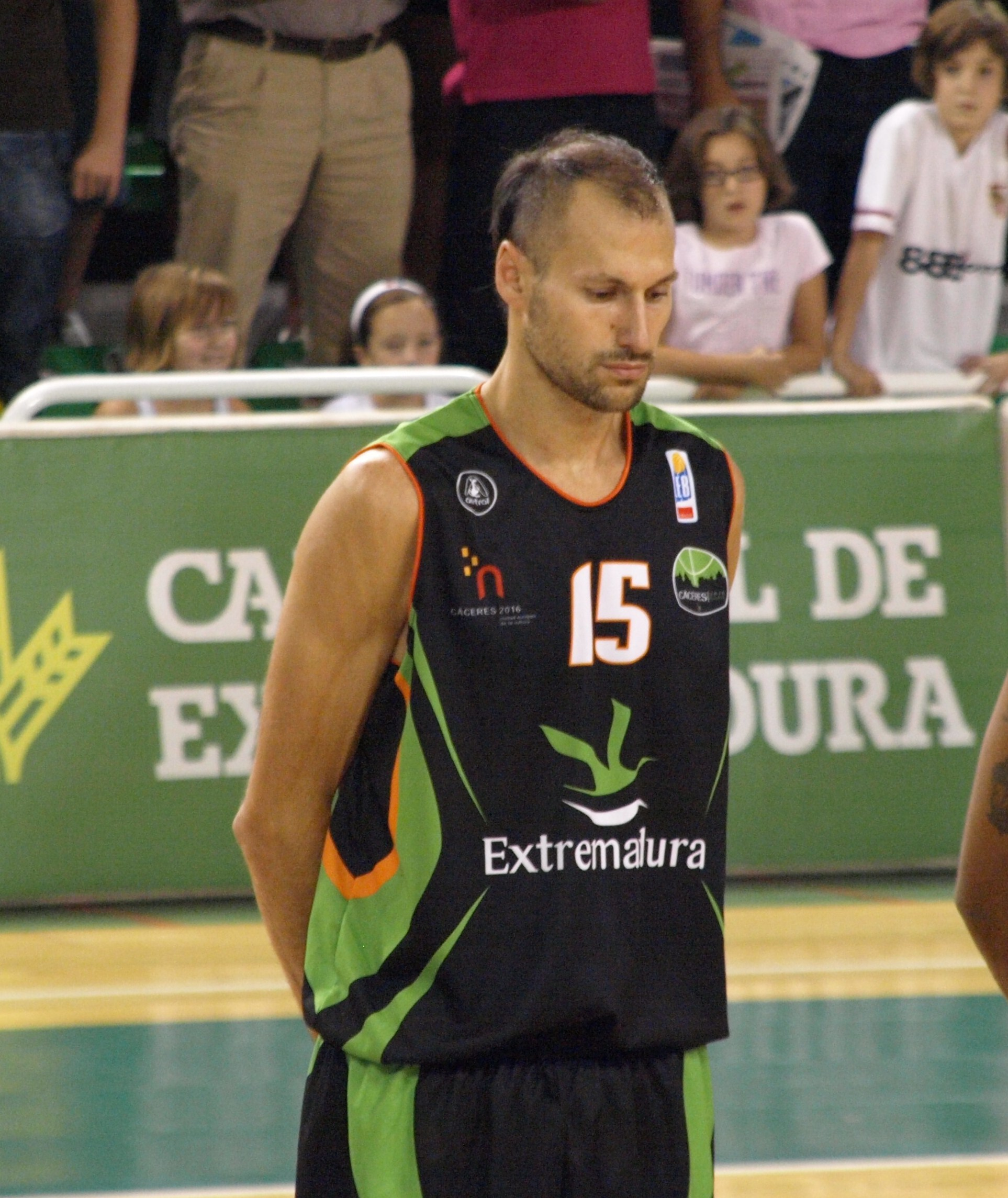
Lucio Angulo, del Cáceres Creativa, MVP de la jornada 11

| Jornada | Nombre                                            | Equipo                                                       | Val |
| ------- | ------------------------------------------------- | ------------------------------------------------------------ | --- |
| 1       | José Ángel Antelo                                 | Cáceres 2016                                                 | 30  |
| 2       | Ricardo Guillén                                   | Isla de Tenerife Canarias                                    | 49  |
| 3       | Alex Franklin                                     | Tarragona 2017                                               | 35  |
| 4       | Oriol Junyent                                     | Blu:sens Monbús                                              | 32  |
| 5       | Carlos Cherry                                     | Cáceres 2016                                                 | 33  |
| 6       | Javier Salsón                                     | Lobe Huesca                                                  | 35  |
| 7       | David Navarro                                     | Girona FC                                                    | 33  |
| 8       | Jason Blair                                       | Grupo Iruña Navarra                                          | 35  |
| 9       | Josep Ortega                                      | Girona FC                                                    | 35  |
| 10      | Michel Diouf                                      | Tarragona 2017                                               | 32  |
| 11      | Lucio Angulo                                      | Cáceres 2016                                                 | 38  |
| 12      | Xavi Ventura                                      | Lobe Huesca                                                  | 38  |
| 13      | Kiril Wachsmann                                   | Fundación Adepal Alcázar                                     | 34  |
| 14      | Alex Franklin                                     | Tarragona 2017                                               | 38  |
| 15      | José Ángel Antelo                                 | Cáceres 2016                                                 | 32  |
| 16      | Ricardo Guillén Juan Palacios                     | Isla de Tenerife Canarias UB La Palma                        | 33  |
| 17      | Kahiem Seawright                                  | Baloncesto León                                              | 32  |
| 18      | Juan Palacios                                     | UB La Palma                                                  | 36  |
| 19      | Alhaji Mohamed                                    | CE Lleida Bàsquet                                            | 42  |
| 20      | Jeff Bonds                                        | Lobe Huesca                                                  | 40  |
| 21      | Tim Frost Jorge Jiménez Nacho Ordín Juan Palacios | Palencia Baloncesto Melilla Baloncesto Girona FC UB La Palma | 26  |
| 22      | Ricardo Guillén                                   | Isla de Tenerife Canarias                                    | 32  |
| 23      | Vitor Faverani Roger Fornas                       | CB Murcia Tarragona 2017                                     | 29  |
| 24      | Nedžad Sinanović                                  | Clínicas Rincón                                              | 30  |
| 25      | Jesús Chagoyen                                    | Isla de Tenerife Canarias                                    | 36  |
| 26      | Kahiem Seawright                                  | Baloncesto León                                              | 35  |
| 27      | Levi Rost                                         | Girona FC                                                    | 31  |
| 28      | Oriol Junyent                                     | Blu:sens Monbús                                              | 35  |
| 29      | Jesús Chagoyen                                    | Isla de Tenerife Canarias                                    | 42  |
| 30      | Vitor Faverani                                    | CB Murcia                                                    | 38  |
| 31      | Fotios Lampropoulos                               | Isla de Tenerife Canarias                                    | 33  |
| 32      | Jesús Chagoyen                                    | Isla de Tenerife Canarias                                    | 34  |
| 33      | Ricardo Guillén                                   | Isla de Tenerife Canarias                                    | 36  |
| 34      | Ricardo Guillén                                   | Isla de Tenerife Canarias                                    | 35  |